# Lista över fotbollsövergångar i Sverige sommaren 2010
Detta är en lista över fotbollsövergångar i Sverige sommaren 2010. 
Endast övergångar mellan den 1 juli och 31 juli 2010 i Allsvenskan och Superettan finns med.

## Allsvenskan

### AIK
| Nr | Land         | Pos | Namn                                  |
| -- | ------------ | --- | ------------------------------------- |
|    | Kroatien     | MV  | Ivan Turina (gratis övergång)         |
|    | Kroatien     | A   | Goran Ljubojević (från NK Zagreb)     |
|    | Sverige      | A   | Admir Catovic (från Väsby United)     |
|    | Island       | MF  | Helgi Daníelsson (från Hansa Rostock) |
|    | Sverige      | MF  | Robert Åhman-Persson (från Malmö FF)  |
|    | Sierra Leone | A   | Mohamed Bangura (från IFK Värnamo)    |
|    | Sverige      | MF  | Niklas Maripuu (från Väsby United)    |

| Nr | Land         | Pos | Namn                                  |
| -- | ------------ | --- | ------------------------------------- |
|    | Kroatien     | MV  | Ivan Turina (gratis övergång)         |
|    | Kroatien     | A   | Goran Ljubojević (från NK Zagreb)     |
|    | Sverige      | A   | Admir Catovic (från Väsby United)     |
|    | Island       | MF  | Helgi Daníelsson (från Hansa Rostock) |
|    | Sverige      | MF  | Robert Åhman-Persson (från Malmö FF)  |
|    | Sierra Leone | A   | Mohamed Bangura (från IFK Värnamo)    |
|    | Sverige      | MF  | Niklas Maripuu (från Väsby United)    |

| Nr | Land      | Pos | Namn                                               |
| -- | --------- | --- | -------------------------------------------------- |
|    | Uruguay   | MF  | Sebastián Eguren (till Villarreal CF)              |
|    | Slovenien | A   | Miran Burgic (gratis övergång)                     |
|    | Brasilien | A   | Clecio (slut på lån, återvänder till Morrinhos FC) |
|    | Argentina | MF  | Jorge Ortiz (kontrakt avslutat)                    |
|    | Sverige   | MF  | Bojan Djordjic (till Videoton FC)                  |
|    | Sverige   | MF  | Martin Mutumba (till Videoton FC)                  |
|    | Sverige   | MF  | Kevin Walker (på lån till Assyriska FF)            |

| Nr | Land      | Pos | Namn                                               |
| -- | --------- | --- | -------------------------------------------------- |
|    | Uruguay   | MF  | Sebastián Eguren (till Villarreal CF)              |
|    | Slovenien | A   | Miran Burgic (gratis övergång)                     |
|    | Brasilien | A   | Clecio (slut på lån, återvänder till Morrinhos FC) |
|    | Argentina | MF  | Jorge Ortiz (kontrakt avslutat)                    |
|    | Sverige   | MF  | Bojan Djordjic (till Videoton FC)                  |
|    | Sverige   | MF  | Martin Mutumba (till Videoton FC)                  |
|    | Sverige   | MF  | Kevin Walker (på lån till Assyriska FF)            |

### IF Brommapojkarna
| Nr | Land    | Pos | Namn                                          |
| -- | ------- | --- | --------------------------------------------- |
|    | Sverige | A   | Sinan Ayranci (på lån från Gençlerbirliği SK) |

| Nr | Land    | Pos | Namn                                          |
| -- | ------- | --- | --------------------------------------------- |
|    | Sverige | A   | Sinan Ayranci (på lån från Gençlerbirliği SK) |

| Nr | Land    | Pos | Namn                                                        |
| -- | ------- | --- | ----------------------------------------------------------- |
|    | Sverige | A   | John Guidetti (återvänder från lån till Manchester City FC) |
|    | Sverige | A   | Nabil Bahoui (på lån till FC Väsby United)                  |

| Nr | Land    | Pos | Namn                                                        |
| -- | ------- | --- | ----------------------------------------------------------- |
|    | Sverige | A   | John Guidetti (återvänder från lån till Manchester City FC) |
|    | Sverige | A   | Nabil Bahoui (på lån till FC Väsby United)                  |

### Djurgårdens IF
| Nr | Land      | Pos | Namn                             |
| -- | --------- | --- | -------------------------------- |
|    | Sverige   | F   | Daniel Jarl (från Enköpings SK)  |
|    | Argentina | F   | Lucho (från FC Sheriff Tiraspol) |

| Nr | Land      | Pos | Namn                             |
| -- | --------- | --- | -------------------------------- |
|    | Sverige   | F   | Daniel Jarl (från Enköpings SK)  |
|    | Argentina | F   | Lucho (från FC Sheriff Tiraspol) |

| Nr | Land    | Pos | Namn                          |
| -- | ------- | --- | ----------------------------- |
|    | Sverige | F   | Adam Outinen (från IK Sirius) |

| Nr | Land    | Pos | Namn                          |
| -- | ------- | --- | ----------------------------- |
|    | Sverige | F   | Adam Outinen (från IK Sirius) |

### IF Elfsborg
| Nr | Land    | Pos | Namn                                    |
| -- | ------- | --- | --------------------------------------- |
|    | Sverige | F   | Jon Jönsson (från Brøndby IF)           |
|    | Sverige | MF  | Andreas Klarström (från Esbjerg fB)     |
|    | Danmark | MV  | Jesper Christiansen (från FC Köpenhamn) |

| Nr | Land    | Pos | Namn                                    |
| -- | ------- | --- | --------------------------------------- |
|    | Sverige | F   | Jon Jönsson (från Brøndby IF)           |
|    | Sverige | MF  | Andreas Klarström (från Esbjerg fB)     |
|    | Danmark | MV  | Jesper Christiansen (från FC Köpenhamn) |

| Nr | Land    | Pos | Namn                                      |
| -- | ------- | --- | ----------------------------------------- |
|    | Sverige | MF  | Emir Bajrami (till FC Twente)             |
|    | Sverige | MV  | Abbas Hassan (på lån till IFK Norrköping) |
|    | Sverige | F   | Jesper Florén (på lån till GAIS)          |

| Nr | Land    | Pos | Namn                                      |
| -- | ------- | --- | ----------------------------------------- |
|    | Sverige | MF  | Emir Bajrami (till FC Twente)             |
|    | Sverige | MV  | Abbas Hassan (på lån till IFK Norrköping) |
|    | Sverige | F   | Jesper Florén (på lån till GAIS)          |

### GAIS
| Nr | Land    | Pos | Namn                                    |
| -- | ------- | --- | --------------------------------------- |
|    | Sverige | MF  | Jonas Lindberg (från Skövde AIK)        |
|    | Sverige | F   | Jesper Florén (på lån från IF Elfsborg) |
|    | Sverige | F   | Jimmy Tamandi (från FK Lyn)             |

| Nr | Land    | Pos | Namn                                    |
| -- | ------- | --- | --------------------------------------- |
|    | Sverige | MF  | Jonas Lindberg (från Skövde AIK)        |
|    | Sverige | F   | Jesper Florén (på lån från IF Elfsborg) |
|    | Sverige | F   | Jimmy Tamandi (från FK Lyn)             |

| Nr | Land      | Pos | Namn                                 |
| -- | --------- | --- | ------------------------------------ |
|    | Brasilien | MF  | Wanderson do Carmo (till Al-Ahli)    |
|    | England   | MF  | Kyle Patterson (kontraktet avslutat) |

| Nr | Land      | Pos | Namn                                 |
| -- | --------- | --- | ------------------------------------ |
|    | Brasilien | MF  | Wanderson do Carmo (till Al-Ahli)    |
|    | England   | MF  | Kyle Patterson (kontraktet avslutat) |

### Gefle IF
| Nr | Land                    | Pos | Namn                                 |
| -- | ----------------------- | --- | ------------------------------------ |
|    | Bosnien och Hercegovina | A   | Dragan Kapcevic (från Sollefteå GIF) |

| Nr | Land                    | Pos | Namn                                 |
| -- | ----------------------- | --- | ------------------------------------ |
|    | Bosnien och Hercegovina | A   | Dragan Kapcevic (från Sollefteå GIF) |

| Nr | Land     | Pos | Namn                                    |
| -- | -------- | --- | --------------------------------------- |
|    | Tanzania | MF  | Haruna Moshi (kontraktet avslutat)      |
|    | Sverige  | A   | Alexander Gerndt (till Helsingborgs IF) |
|    | Sverige  | MF  | Jonatan Berg (till Taranto)             |

| Nr | Land     | Pos | Namn                                    |
| -- | -------- | --- | --------------------------------------- |
|    | Tanzania | MF  | Haruna Moshi (kontraktet avslutat)      |
|    | Sverige  | A   | Alexander Gerndt (till Helsingborgs IF) |
|    | Sverige  | MF  | Jonatan Berg (till Taranto)             |

### IFK Göteborg
| Nr | Land    | Pos | Namn                                  |
| -- | ------- | --- | ------------------------------------- |
|    | Sverige | MV  | David Asmar (från Västra Frölunda IF) |

| Nr | Land    | Pos | Namn                                  |
| -- | ------- | --- | ------------------------------------- |
|    | Sverige | MV  | David Asmar (från Västra Frölunda IF) |

| Nr | Land    | Pos | Namn                                       |
| -- | ------- | --- | ------------------------------------------ |
|    | Sverige | F   | Fredrik Risp (fri transfer)                |
|    | Danmark | MV  | Kim Christensen (till FC Köpenhamn)        |
|    | Finland | F   | Tuomo Turunen (på lån till Trelleborgs FF) |
|    | Sverige | MF  | Gustav Svensson (till Bursaspor)           |

| Nr | Land    | Pos | Namn                                       |
| -- | ------- | --- | ------------------------------------------ |
|    | Sverige | F   | Fredrik Risp (fri transfer)                |
|    | Danmark | MV  | Kim Christensen (till FC Köpenhamn)        |
|    | Finland | F   | Tuomo Turunen (på lån till Trelleborgs FF) |
|    | Sverige | MF  | Gustav Svensson (till Bursaspor)           |

### Halmstads BK
| Nr | Land    | Pos | Namn                                 |
| -- | ------- | --- | ------------------------------------ |
|    | Sverige | A   | Guri Baqaj (på lån från AlbinoLeffe) |

| Nr | Land    | Pos | Namn                                 |
| -- | ------- | --- | ------------------------------------ |
|    | Sverige | A   | Guri Baqaj (på lån från AlbinoLeffe) |

| Nr | Land    | Pos | Namn                                       |
| -- | ------- | --- | ------------------------------------------ |
|    | USA     | MF  | Michael Thomas (fri transfer)              |
|    | Sverige | F   | Pehr Andersson (på lån till Ängelholms FF) |

| Nr | Land    | Pos | Namn                                       |
| -- | ------- | --- | ------------------------------------------ |
|    | USA     | MF  | Michael Thomas (fri transfer)              |
|    | Sverige | F   | Pehr Andersson (på lån till Ängelholms FF) |

### Helsingborgs IF
| Nr | Land          | Pos | Namn                              |
| -- | ------------- | --- | --------------------------------- |
|    | Sverige       | A   | Alexander Gerndt (från Gefle IF)  |
|    | Sverige       | A   | Mohamed Ramadan (från Kvarnby IK) |
|    | Nederländerna | A   | Rachid Bouaouzan (fri transfer)   |

| Nr | Land          | Pos | Namn                              |
| -- | ------------- | --- | --------------------------------- |
|    | Sverige       | A   | Alexander Gerndt (från Gefle IF)  |
|    | Sverige       | A   | Mohamed Ramadan (från Kvarnby IK) |
|    | Nederländerna | A   | Rachid Bouaouzan (fri transfer)   |

| Nr | Land           | Pos | Namn                                                         |
| -- | -------------- | --- | ------------------------------------------------------------ |
|    | Sverige        | MF  | Sebastian Carlsén (till Internazionale)                      |
|    | Sverige        | MF  | Marcus Bergholtz (på lån till Ängelholms FF)                 |
|    | Kongo-Kinshasa | MF  | René Makondele (till BK Häcken)                              |
|    | Nederländerna  | A   | Rachid Bouaouzan (återvände från lån till Wigan Athletic FC) |

| Nr | Land           | Pos | Namn                                                         |
| -- | -------------- | --- | ------------------------------------------------------------ |
|    | Sverige        | MF  | Sebastian Carlsén (till Internazionale)                      |
|    | Sverige        | MF  | Marcus Bergholtz (på lån till Ängelholms FF)                 |
|    | Kongo-Kinshasa | MF  | René Makondele (till BK Häcken)                              |
|    | Nederländerna  | A   | Rachid Bouaouzan (återvände från lån till Wigan Athletic FC) |

### BK Häcken
| Nr | Land           | Pos | Namn                                  |
| -- | -------------- | --- | ------------------------------------- |
|    | Kongo-Kinshasa | MF  | René Makondele (från Helsingborgs IF) |

| Nr | Land           | Pos | Namn                                  |
| -- | -------------- | --- | ------------------------------------- |
|    | Kongo-Kinshasa | MF  | René Makondele (från Helsingborgs IF) |

| Nr | Land      | Pos | Namn                                        |
| -- | --------- | --- | ------------------------------------------- |
|    | Brasilien | A   | Kayke (återvände från lån till CR Flamengo) |

| Nr | Land      | Pos | Namn                                        |
| -- | --------- | --- | ------------------------------------------- |
|    | Brasilien | A   | Kayke (återvände från lån till CR Flamengo) |

### Kalmar FF
| Nr | Land      | Pos | Namn                                 |
| -- | --------- | --- | ------------------------------------ |
|    | Sverige   | MF  | Johan Bertilsson (från Degerfors IF) |
|    | Brasilien | A   | Douglas Vieira (från Santo Angelo)   |

| Nr | Land      | Pos | Namn                                 |
| -- | --------- | --- | ------------------------------------ |
|    | Sverige   | MF  | Johan Bertilsson (från Degerfors IF) |
|    | Brasilien | A   | Douglas Vieira (från Santo Angelo)   |

| Nr | Land       | Pos | Namn                                                   |
| -- | ---------- | --- | ------------------------------------------------------ |
|    | Brasilien  | A   | Jael Ferreira (kontraktet avslutat)                    |
|    | USA        | MF  | Johann Smith (kontraktet avslutat)                     |
|    | Sverige    | F   | Markus Thorbjörnsson (på lån till Jönköpings Södra IF) |
|    | Nordirland | MF  | Daryl Smylie (på lån till Jönköpings Södra)            |

| Nr | Land       | Pos | Namn                                                   |
| -- | ---------- | --- | ------------------------------------------------------ |
|    | Brasilien  | A   | Jael Ferreira (kontraktet avslutat)                    |
|    | USA        | MF  | Johann Smith (kontraktet avslutat)                     |
|    | Sverige    | F   | Markus Thorbjörnsson (på lån till Jönköpings Södra IF) |
|    | Nordirland | MF  | Daryl Smylie (på lån till Jönköpings Södra)            |

### Malmö FF
| Nr | Land     | Pos | Namn                          |
| -- | -------- | --- | ----------------------------- |
|    | Portugal | F   | Yago Fernández (fri transfer) |

| Nr | Land     | Pos | Namn                          |
| -- | -------- | --- | ----------------------------- |
|    | Portugal | F   | Yago Fernández (fri transfer) |

| Nr | Land    | Pos | Namn                               |
| -- | ------- | --- | ---------------------------------- |
|    | Sverige | MF  | Robin Nilsson (till Ängelholms FF) |
|    | Sverige | MF  | Robert Åhman-Persson (till AIK)    |

| Nr | Land    | Pos | Namn                               |
| -- | ------- | --- | ---------------------------------- |
|    | Sverige | MF  | Robin Nilsson (till Ängelholms FF) |
|    | Sverige | MF  | Robert Åhman-Persson (till AIK)    |

### Trelleborgs FF
| Nr | Land         | Pos | Namn                                          |
| -- | ------------ | --- | --------------------------------------------- |
|    | Sierra Leone | F   | Ibrahim Koroma (från Motala AIF)              |
|    | Finland      | F   | Tuomo Turunen (på lån från IFK Göteborg)      |
|    | Sverige      | MF  | Rasmus Östman (återvände från lån i IK Brage) |

| Nr | Land         | Pos | Namn                                          |
| -- | ------------ | --- | --------------------------------------------- |
|    | Sierra Leone | F   | Ibrahim Koroma (från Motala AIF)              |
|    | Finland      | F   | Tuomo Turunen (på lån från IFK Göteborg)      |
|    | Sverige      | MF  | Rasmus Östman (återvände från lån i IK Brage) |

| Nr | Land    | Pos | Namn                                |
| -- | ------- | --- | ----------------------------------- |
|    | Sverige | F   | Mattias Nylund (till GIF Sundsvall) |
|    | Sverige | F   | Philip Milenkovic (till Lunds BK)   |

| Nr | Land    | Pos | Namn                                |
| -- | ------- | --- | ----------------------------------- |
|    | Sverige | F   | Mattias Nylund (till GIF Sundsvall) |
|    | Sverige | F   | Philip Milenkovic (till Lunds BK)   |

### Åtvidabergs FF
| Nr | Land  | Pos | Namn                                     |
| -- | ----- | --- | ---------------------------------------- |
|    | Norge | A   | Glenn Roberts (på lån från Aalesunds FK) |
|    | Norge | F   | Steinar Strømnes (fri transfer)          |

| Nr | Land  | Pos | Namn                                     |
| -- | ----- | --- | ---------------------------------------- |
|    | Norge | A   | Glenn Roberts (på lån från Aalesunds FK) |
|    | Norge | F   | Steinar Strømnes (fri transfer)          |

| Nr | Land | Pos | Namn |
| -- | ---- | --- | ---- |

| Nr | Land | Pos | Namn |
| -- | ---- | --- | ---- |

### Örebro SK
| Nr | Land    | Pos | Namn                                              |
| -- | ------- | --- | ------------------------------------------------- |
|    | Sverige | MV  | Simon Nurme (från Syrianska FC)                   |
|    | Sverige | MF  | Astrit Ajdarevic (fri transfer)                   |
|    | Sverige | MF  | Per Johansson (återvände från lån i BK Forward)   |
|    | Sverige | MF  | Erik Nilsson (återvände från lån i Ljungskile SK) |
|    | Kamerun | MF  | Henri Belle (på lån från Union Douala)            |
|    | Irland  | A   | Anthony Flood (från Galway United)                |
|    | Finland | MF  | Denis Abdulahi (från FC Viikingit)                |

| Nr | Land    | Pos | Namn                                              |
| -- | ------- | --- | ------------------------------------------------- |
|    | Sverige | MV  | Simon Nurme (från Syrianska FC)                   |
|    | Sverige | MF  | Astrit Ajdarevic (fri transfer)                   |
|    | Sverige | MF  | Per Johansson (återvände från lån i BK Forward)   |
|    | Sverige | MF  | Erik Nilsson (återvände från lån i Ljungskile SK) |
|    | Kamerun | MF  | Henri Belle (på lån från Union Douala)            |
|    | Irland  | A   | Anthony Flood (från Galway United)                |
|    | Finland | MF  | Denis Abdulahi (från FC Viikingit)                |

| Nr | Land    | Pos | Namn                                     |
| -- | ------- | --- | ---------------------------------------- |
|    | Sverige | MF  | Erik Nilsson (på lån till Ljungskile SK) |
|    | Sverige | MF  | Per Johansson (på lån till BK Forward)   |
|    | Danmark | A   | Kim Olsen (till Vejle Boldklub)          |
|    | Sverige | A   | Robin Staaf (på lån till Ängelholms FF)  |

| Nr | Land    | Pos | Namn                                     |
| -- | ------- | --- | ---------------------------------------- |
|    | Sverige | MF  | Erik Nilsson (på lån till Ljungskile SK) |
|    | Sverige | MF  | Per Johansson (på lån till BK Forward)   |
|    | Danmark | A   | Kim Olsen (till Vejle Boldklub)          |
|    | Sverige | A   | Robin Staaf (på lån till Ängelholms FF)  |

## Superettan

### Degerfors IF
| Nr | Land    | Pos | Namn                               |
| -- | ------- | --- | ---------------------------------- |
|    | Sverige | MF  | Niklas Klingberg (från BK Forward) |
|    | Sverige | MF  | Eric Jernberg (från IK Sirius)     |

| Nr | Land    | Pos | Namn                               |
| -- | ------- | --- | ---------------------------------- |
|    | Sverige | MF  | Niklas Klingberg (från BK Forward) |
|    | Sverige | MF  | Eric Jernberg (från IK Sirius)     |

| Nr | Land    | Pos | Namn                              |
| -- | ------- | --- | --------------------------------- |
|    | Sverige | MF  | Johan Bertilsson (till Kalmar FF) |

| Nr | Land    | Pos | Namn                              |
| -- | ------- | --- | --------------------------------- |
|    | Sverige | MF  | Johan Bertilsson (till Kalmar FF) |

### Falkenbergs FF
| Nr | Land | Pos | Namn |
| -- | ---- | --- | ---- |

| Nr | Land | Pos | Namn |
| -- | ---- | --- | ---- |

| Nr | Land    | Pos | Namn                                           |
| -- | ------- | --- | ---------------------------------------------- |
|    | Sverige | A   | Korab Gashi (utlånad till Varberg BoIS)        |
|    | Sverige | MF  | Sebastian Levinsson (utlånad till Tvååkers IF) |
|    | Sverige | MF  | Peter Nilsson (utlånad till Qviding FIF)       |

| Nr | Land    | Pos | Namn                                           |
| -- | ------- | --- | ---------------------------------------------- |
|    | Sverige | A   | Korab Gashi (utlånad till Varberg BoIS)        |
|    | Sverige | MF  | Sebastian Levinsson (utlånad till Tvååkers IF) |
|    | Sverige | MF  | Peter Nilsson (utlånad till Qviding FIF)       |

### Hammarby IF
| Nr | Land      | Pos | Namn                                                |
| -- | --------- | --- | --------------------------------------------------- |
|    | Danmark   | F   | Christian Traoré (återvände från lån i Hønefoss BK) |
|    | Sydafrika | A   | Nathan Paulse (återvände från lån i Ajax Cape Town) |

| Nr | Land      | Pos | Namn                                                |
| -- | --------- | --- | --------------------------------------------------- |
|    | Danmark   | F   | Christian Traoré (återvände från lån i Hønefoss BK) |
|    | Sydafrika | A   | Nathan Paulse (återvände från lån i Ajax Cape Town) |

| Nr | Land      | Pos | Namn                                             |
| -- | --------- | --- | ------------------------------------------------ |
|    | Sydafrika | A   | Nathan Paulse (utlånad till Bloemfontein Celtic) |
|    | Sverige   | MF  | Vlado Zlojutro (utlånad till Ontinyent CF)       |

| Nr | Land      | Pos | Namn                                             |
| -- | --------- | --- | ------------------------------------------------ |
|    | Sydafrika | A   | Nathan Paulse (utlånad till Bloemfontein Celtic) |
|    | Sverige   | MF  | Vlado Zlojutro (utlånad till Ontinyent CF)       |

### Jönköpings Södra IF
| Nr | Land       | Pos | Namn                                                   |
| -- | ---------- | --- | ------------------------------------------------------ |
|    | Nordirland | MF  | Daryl Smylie (på lån från Kalmar FF)                   |
|    | Sverige    | F   | Markus Thorbjörnsson (på lån från Jönköpings Södra IF) |

| Nr | Land       | Pos | Namn                                                   |
| -- | ---------- | --- | ------------------------------------------------------ |
|    | Nordirland | MF  | Daryl Smylie (på lån från Kalmar FF)                   |
|    | Sverige    | F   | Markus Thorbjörnsson (på lån från Jönköpings Södra IF) |

| Nr | Land | Pos | Namn |
| -- | ---- | --- | ---- |

| Nr | Land | Pos | Namn |
| -- | ---- | --- | ---- |

### Landskrona BoIS
| Nr | Land    | Pos | Namn                                |
| -- | ------- | --- | ----------------------------------- |
|    | Sverige | F   | Jens Nordström (från IFK Klagshamn) |

| Nr | Land    | Pos | Namn                                |
| -- | ------- | --- | ----------------------------------- |
|    | Sverige | F   | Jens Nordström (från IFK Klagshamn) |

| Nr | Land   | Pos | Namn                                 |
| -- | ------ | --- | ------------------------------------ |
|    | Gambia | A   | Alagie Sosseh (till FC Väsby United) |

| Nr | Land   | Pos | Namn                                 |
| -- | ------ | --- | ------------------------------------ |
|    | Gambia | A   | Alagie Sosseh (till FC Väsby United) |

### Ljungskile SK
| Nr | Land    | Pos | Namn                                 |
| -- | ------- | --- | ------------------------------------ |
|    | Sverige | MF  | Erik Nilsson (på lån från Örebro SK) |

| Nr | Land    | Pos | Namn                                 |
| -- | ------- | --- | ------------------------------------ |
|    | Sverige | MF  | Erik Nilsson (på lån från Örebro SK) |

| Nr | Land    | Pos | Namn                                             |
| -- | ------- | --- | ------------------------------------------------ |
|    | Sverige | F   | Johan Friberg da Cruz (till Assyriska BK)        |
|    | Sverige | MF  | Erik Nilsson (återvände från lån till Örebro SK) |

| Nr | Land    | Pos | Namn                                             |
| -- | ------- | --- | ------------------------------------------------ |
|    | Sverige | F   | Johan Friberg da Cruz (till Assyriska BK)        |
|    | Sverige | MF  | Erik Nilsson (återvände från lån till Örebro SK) |

### IFK Norrköping
| Nr | Land      | Pos | Namn                                   |
| -- | --------- | --- | -------------------------------------- |
|    | Brasilien | A   | Caio Mendes (från Marília AC)          |
|    | Brasilien | A   | Bruno Santos (fri transfer)            |
|    | Sverige   | MV  | Abbas Hassan (på lån från IF Elfsborg) |

| Nr | Land      | Pos | Namn                                   |
| -- | --------- | --- | -------------------------------------- |
|    | Brasilien | A   | Caio Mendes (från Marília AC)          |
|    | Brasilien | A   | Bruno Santos (fri transfer)            |
|    | Sverige   | MV  | Abbas Hassan (på lån från IF Elfsborg) |

| Nr | Land    | Pos | Namn                                    |
| -- | ------- | --- | --------------------------------------- |
|    | Sverige | MF  | Erik Jansson (utlånad till IK Sleipner) |

| Nr | Land    | Pos | Namn                                    |
| -- | ------- | --- | --------------------------------------- |
|    | Sverige | MF  | Erik Jansson (utlånad till IK Sleipner) |

### GIF Sundsvall
| Nr | Land    | Pos | Namn                                   |
| -- | ------- | --- | -------------------------------------- |
|    | Sverige | MF  | Fredrik Holster (från FC Väsby United) |
|    | Sverige | F   | Mattias Nylund (från Trelleborgs FF)   |

| Nr | Land    | Pos | Namn                                   |
| -- | ------- | --- | -------------------------------------- |
|    | Sverige | MF  | Fredrik Holster (från FC Väsby United) |
|    | Sverige | F   | Mattias Nylund (från Trelleborgs FF)   |

| Nr | Land | Pos | Namn |
| -- | ---- | --- | ---- |

| Nr | Land | Pos | Namn |
| -- | ---- | --- | ---- |

### Syrianska FC
| Nr | Land             | Pos | Namn                                     |
| -- | ---------------- | --- | ---------------------------------------- |
|    | Palestina (stat) | A   | Imad Zatara (återvände från lån i Nîmes) |

| Nr | Land             | Pos | Namn                                     |
| -- | ---------------- | --- | ---------------------------------------- |
|    | Palestina (stat) | A   | Imad Zatara (återvände från lån i Nîmes) |

| Nr | Land    | Pos | Namn                         |
| -- | ------- | --- | ---------------------------- |
|    | Sverige | MV  | Simon Nurme (till Örebro SK) |

| Nr | Land    | Pos | Namn                         |
| -- | ------- | --- | ---------------------------- |
|    | Sverige | MV  | Simon Nurme (till Örebro SK) |

### FC Väsby United
| Nr | Land    | Pos | Namn                                         |
| -- | ------- | --- | -------------------------------------------- |
|    | Sverige | MV  | Kristoffer Björklund (från Assyriska FF)     |
|    | Sverige | A   | Nabil Bahoui (på lån från IF Brommapojkarna) |
|    | Gambia  | A   | Alagie Sosseh (från Landskrona BoIS)         |

| Nr | Land    | Pos | Namn                                         |
| -- | ------- | --- | -------------------------------------------- |
|    | Sverige | MV  | Kristoffer Björklund (från Assyriska FF)     |
|    | Sverige | A   | Nabil Bahoui (på lån från IF Brommapojkarna) |
|    | Gambia  | A   | Alagie Sosseh (från Landskrona BoIS)         |

| Nr | Land | Pos | Namn |
| -- | ---- | --- | ---- |

| Nr | Land | Pos | Namn |
| -- | ---- | --- | ---- |

### Ängelholms FF
| Nr | Land    | Pos | Namn                                           |
| -- | ------- | --- | ---------------------------------------------- |
|    | Sverige | MF  | Marcus Bergholtz (på lån från Helsingborgs IF) |
|    | Sverige | A   | Robin Staaf (på lån från Örebro SK)            |
|    | Sverige | F   | Pehr Andersson (på lån från Halmstads BK)      |
|    | Sverige | F   | Erik Johnsson (på lån från Borstahusens BK)    |
|    | Sverige | A   | Jörgen Nilsson (från Kristianstads FF)         |

| Nr | Land    | Pos | Namn                                           |
| -- | ------- | --- | ---------------------------------------------- |
|    | Sverige | MF  | Marcus Bergholtz (på lån från Helsingborgs IF) |
|    | Sverige | A   | Robin Staaf (på lån från Örebro SK)            |
|    | Sverige | F   | Pehr Andersson (på lån från Halmstads BK)      |
|    | Sverige | F   | Erik Johnsson (på lån från Borstahusens BK)    |
|    | Sverige | A   | Jörgen Nilsson (från Kristianstads FF)         |

| Nr | Land    | Pos | Namn                                |
| -- | ------- | --- | ----------------------------------- |
|    | Sverige | MV  | Petter Augustsson (kontrakt brytet) |
|    | Sverige | F   | Igor Krulj (kontrakt brytet)        |

| Nr | Land    | Pos | Namn                                |
| -- | ------- | --- | ----------------------------------- |
|    | Sverige | MV  | Petter Augustsson (kontrakt brytet) |
|    | Sverige | F   | Igor Krulj (kontrakt brytet)        |

### Örgryte IS
| Nr | Land   | Pos | Namn                                        |
| -- | ------ | --- | ------------------------------------------- |
|    | Island | MF  | Steinþór Freyr Þorsteinsson (från Stjarnan) |
|    | USA    | MF  | Julian Stahler (fri transfer)               |

| Nr | Land   | Pos | Namn                                        |
| -- | ------ | --- | ------------------------------------------- |
|    | Island | MF  | Steinþór Freyr Þorsteinsson (från Stjarnan) |
|    | USA    | MF  | Julian Stahler (fri transfer)               |

| Nr | Land    | Pos | Namn                                                   |
| -- | ------- | --- | ------------------------------------------------------ |
|    | Sverige | A   | Ken Fagerberg (återvände från lån till FC Midtjylland) |
|    | Sverige | MF  | Seif Kadhim (utlånad till Norrby IF)                   |

| Nr | Land    | Pos | Namn                                                   |
| -- | ------- | --- | ------------------------------------------------------ |
|    | Sverige | A   | Ken Fagerberg (återvände från lån till FC Midtjylland) |
|    | Sverige | MF  | Seif Kadhim (utlånad till Norrby IF)                   |

### Östers IF
| Nr | Land | Pos | Namn |
| -- | ---- | --- | ---- |

| Nr | Land | Pos | Namn |
| -- | ---- | --- | ---- |

| Nr | Land    | Pos | Namn                                     |
| -- | ------- | --- | ---------------------------------------- |
|    | Sverige | A   | Niklas Moberg (utlånad till IK Sleipner) |

| Nr | Land    | Pos | Namn                                     |
| -- | ------- | --- | ---------------------------------------- |
|    | Sverige | A   | Niklas Moberg (utlånad till IK Sleipner) |